# Apicia lintearia
Apicia lintearia là một loài bướm đêm trong họ Geometridae.